# Emilio Pujol

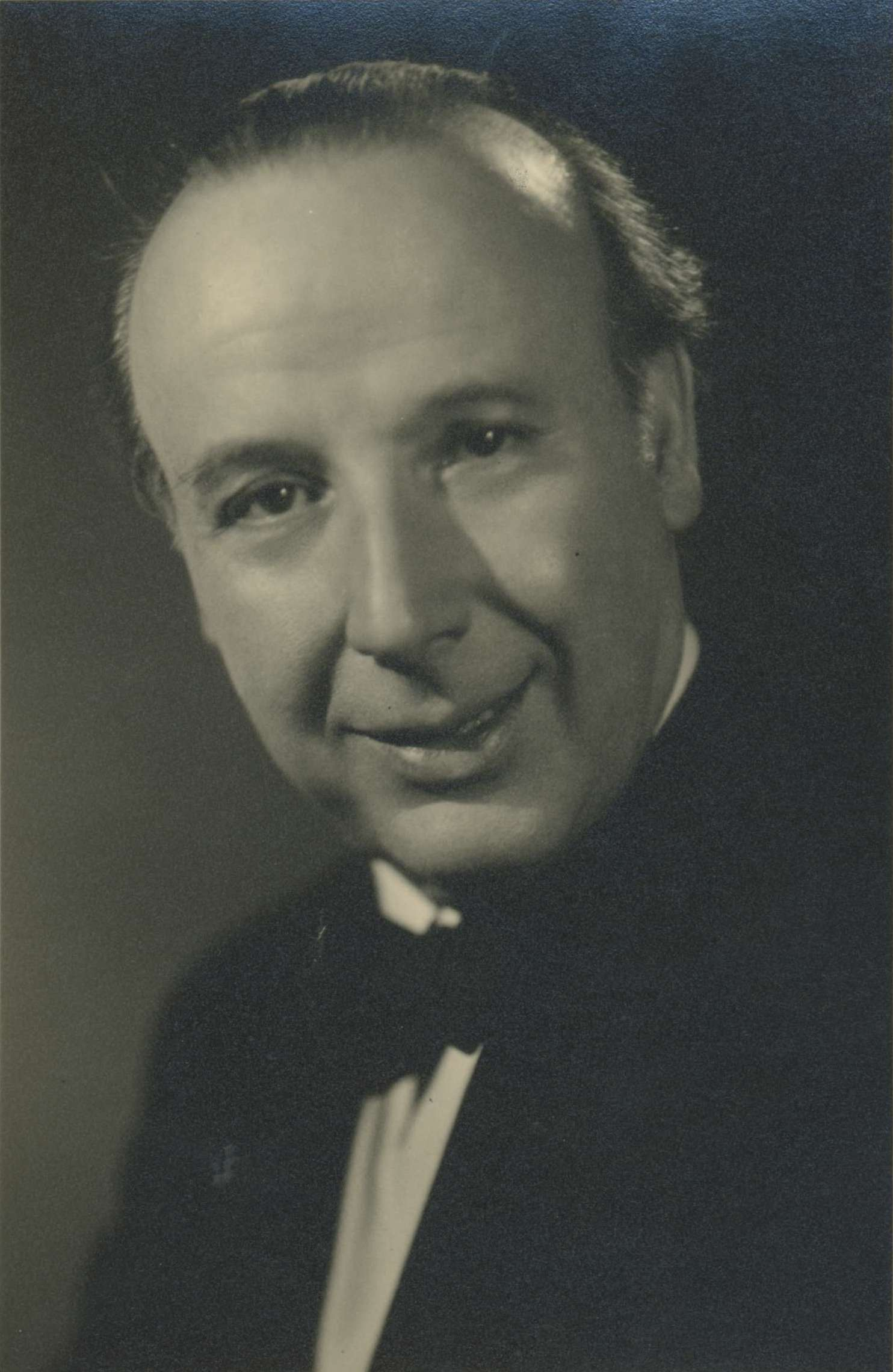
Emili Pujol, vor 1947

Emilio Pujol Vilarrubi (katalanisch Emili Pujol i Vilarrubí; * 7. April 1886 in La Granadella/Provinz Lleida in Katalonien; † 15. November 1980 in Barcelona) war ein spanischer Gitarrist und Komponist.

## Leben und Werk

Tárregas Erben: Andrés Segovia (1893–1987), Miguel Llobet (1878–1938), Daniel Fortea (1878–1953) und Emilio Pujol (1886–1980)

Miguel Llobet, Emilio Pujol, Juan Carlos Anido, María Luisa Anido und Domingo Prat im Hause Anido, 1919

Emilio Pujol ist das letzte von fünf Kindern der 1869 getrauten Eheleute Cristina Vilarrubí und Ramón Pujol Subirat. Er begann mit dem Gitarrespiel bereits in seinem 40 km südlich der Provinzhauptstadt Lleida gelegenen Geburtsort, zog jedoch 1894 nach Barcelona, wo bereits sein elf Jahre älterer Bruder als Student lebte. Anfangs spielte Emilio Pujol auf der Bandurria und war Solist in einem Studentenorchester, einer „Estudiantina“, die vor allem aus Bandurrias und Gitarren bestand. Mit Erfolg trat dieses Ensemble während der Weltausstellung Paris 1900 auf.
Danach begann Pujol Gitarre zu spielen, erhielt, nachdem er in sein Heimatdorf zurückgekehrt war und eine lebensbedrohliche Brustfellentzündung überstanden hatte, von seinem Vater ein Instrument von Enrique García und lernte anhand der Gitarrenschule von Dionisio Aguado.
Schließlich besuchte Pujol die Musikschule in Barcelona. Dort stellte er sich bei Francisco Tárrega vor und wurde von 1902 bis zum Tod Tárregas 1909 dessen Schüler (genauso wie Miguel Llobet und Daniel Fortea). Nach Tárregas Tod 1909 studierte Pujol Musiktheorie und Komposition bei Agustín Campo, einem Schüler von Dionisio Aguado, am Madrider Konservatorium.
Als Solist debütierte er 1907 in Lleida und 1909 in Barcelona. Vermittelt durch seinen Freund, den Maler Pablo Antonio de Béjar spielte er im Mai 1911 im Madrider Königspalast vor der spanischen Königsfamilie (inklusive Königin Victoria). Am 4. Dezember 1912 trat er erstmals in der Bechstein Hall in London auf. Seine Mutter starb 1919, sein Vater am 12. August 1921. Ende dieses Jahres ließ sich Emilio Pujol dann für die folgenden 20 Jahre in Paris nieder. 1923 heiratete er in Paris die Flamenco-Gitarristin Matilde Cuervas (1888–1956), mit der er von etwa 1929 bis 1954 auch in gemeinsamen Konzerten oder im Duo auftrat. Seine erste Konzertreise durch Deutschland machte er im Oktober 1926.
Neben seiner Konzert- und Lehrtätigkeit erwarb er sich auch dadurch Verdienste, dass er ab 1926 alte Lauten-, Vihuela- und Gitarrenmusik herausgab. In der berühmten Bibliothek Alter und Neuer Musik von Emilio Pujol (Bibliothèque de Musique Ancienne et Moderne pour Guitare. Editions Max Eschig, Paris) trug er bis dahin unbekannte Werke aus der Renaissance und des Barock zusammen. Gemeinsam mit Felipe Pedrell, der ihn auch zur Beschäftigung mit der Vihuela- und Gitarrenliteratur des 16.–18. Jahrhunderts angeregt hatte, und später in París mit Lionel de la Laurencie betrieb er weitere musikwissenschaftliche Studien, insbesondere zur Geschichte der Vihuela, worüber er auch einen von 1938 bis 1945 weiterentwickelten Vortrag hielt. Pujol spielte auch bei Konzerten Vihuela und führte mit der Sopranistin Concepció Badia auch Werke für Vihuela und Gesang auf.
1940 ging Pujol nach Spanien zurück. Er lebte dann in Barcelona, wo er am Instituto Español des Musicologia arbeitete und 1945 am Conservatorio Superior de Música ein Seminar über die Vihuela und ihre Literatur einrichtete und leitete.
Pujol ist auch Autor einiger didaktischer Arbeiten und einer 1923 entworfenen epochemachenden Gitarrenschule Escuela Razonada de la Guitarra (Buenos Aires, ab 1934), die die Gitarrenschule Dionisio Aguados sowie die Gitarrentechnik Tárregas zur Grundlage hat und fünf Bände umfassen sollte. Emilio Pujol wurde neben Miguel Llobet ein einflussreicher Wortführer und Propagandist der Tárrega-Methode, was auch aus der Einleitung seines nun unvollendet vierbändig vorliegenden Gitarrelehrwerkes (in deutscher Übersetzung erschienen als Theoretisch-Praktische Schule der Gitarre) hervorgeht. Im Gegensatz zu den meisten Gitarristen, schlug Pujol die Saiten der Gitarre nicht mit den Fingernägeln, sondern immer mit den Fingerkuppen an.
Von 1946 bis 1969 war Pujol Professor für Gitarre am Staatlichen Konservatorium in Lissabon. Er wurde 1953 von dem erkrankten Andrés Segovia zunächst als ihn vertretender Dozent an die Accademia Musicale Chigiana in Siena berufen. 1955 wurde dort ein Kurs für Vihuela und Barockgitarre unter Leitung Pujols eingerichtet, der ab Juni 1965 als I Curso Internacional de Guitarra, Laúd y Vihuela in der spanischen Provinz Lérida (zunächst in der Stadt Lérida, und von 1970 bis zum 28. Juli 1976 in Cervera) weitergeführt wurde.
Am 22. Dezember 1956 starb Matilde, seine erste Frau, in Barcelona. In Rom heiratete Pujol am 17. August 1963 die 1910 in Lissabon geborene Sängerin Maria Adelaide Robert (gestorben 2010).
1970 bekam Pujol vom spanischen Ministerium für Wissenschaft und Bildung den Orden La Cruz de la Encomienda de la Orden Civil de Alfonso X, El Sabio verliehen.

## Die Konzertreisen
Pujol gab sein erstes Recital im Jahr 1907 in Lérida (heute Lleida). Nach siebenjährigem Studium unternahm er schließlich Konzertreisen zunächst in Spanien, dann in Südamerika (1918 Buenos Aires). 1921 nahm er seinen Wohnsitz in Paris. Von hier aus ging er ab 1921 beginnend mit Mitteleuropa auf Konzertreisen in mehrere Länder.
Am 2. Dezember 1922 konzertierte er im Pariser Salle du Conservatoire. Im Oktober und November 1926 trat er erstmals in Deutschland auf.

## Werke
Emilio Pujol komponierte viele eigene Werke, schuf über 275 Transkriptionen und Bearbeitungen für Gitarre und schrieb mit dem aus einem 1928 in mehreren Großstädten gehaltenen Vortrag hervorgegangenen Werk La Guitarra die erste Enzyklopädie über die Geschichte der Gitarre. 1960 gab er in Lissabon eine Tárrega-Biografie heraus. In deutscher Sprache erschien 1975 in Hamburg sein Werk Das Dilemma des Klangs bei der Gitarre.
- El Abejorro
- Ondinas
- Canción de Cuna
- Barcarolle
- Cubana
- Impromptu
- Piezas Españolas
- Pieza nº 2 (Guajira o Evocación Cubana)
- Pieza nº 3 (Tango Español)
- Preludios
- Scottish Madrileño
- Sevilla
- Danzas Españolas
- Tango

Sologitarre:
- ME 7899 Aquelarre (Danse des sorcières - 1969) Pujol n°1246
- ME 7028 Atardecer (Crépuscule) Pujol n°1229
- ME 7238 Barcarolle Pujol n°1235
- ME 7580 Becqueriana (Endecha) Pujol n°1240
- ME 3130 Cancion de Cuna (Berceuse) Pujol n°1203
- ME 7884 Canto de Otono (Chant d’automne) Pujol n°1245
- ME 7939 Cap i Cua (Variation désuète sur l’exercice 19 d’Aguado) Pujol n° 1248
- ME 7848 Caprice varié sur un thème d’Aguado Pujol n°1242
- ME 7541 Endecha a la Amada Ausente Pujol n°1238
- ME 2186 Étude n°1 Pujol n°1200
- ME 2187 Étude n°2 Pujol n°1201
- ME 2188 Étude n°3 Pujol n°1202
- ME 3128 Exercices en formes d’études, 1. Cahier Pujol n°1221
- ME 7847 2. Cahier Pujol n°1243
- ME 2189 Impromptu Pujol n°1206
- ME 7579 La Libelula Pujol n°1239
- ME 2586-88 Trois Morceaux espagnols:  1. Tonadilla, 2. Tango, 3. Guajira Pujol n° 1204
- ME 3129 Pequena Romanza Pujol n°1222
- ME 7885 Pizzicato Pujol n°1247
- ME 7236 Deux Préludes Pujol n°1233
- ME 7027 Rapsodie Valenciana Pujol n°1228
- ME 2190 Sevilla (Evocation) Pujol n°1205
- ME 7030 Triquilandia (Jugando al Escondite) Pujol n°1231
- ME 7237 2e Triquilandia: 1. Œdipe et le Sphinx, 2. Variation, 3. Jeu, 4. La Plume de perdreau, 5. Branle bourguignon Pujol n° 1234
- ME 7533 3e Triquilandia: 1. Le Petit Grenadier, 2. Cantilène, 3. Valse Pujol n°1241
- ME 7991 Triptyque campagnard (1971): 1. Aube, 2. Bucolique, 3. Fête Pujol n°1249
- ME 7883 Variations sur un thème obsédant Pujol n°1244
- ME 7029 Veneciana Pujol n°1230

Zwei Gitarren:
- ME 8046 Canaries (Canarios), air de danse populaire ancienne Pujol n°1415
- ME 8081-01 Duet (étude) Pujol n°1417a
- ME 6942 Manola del Avapies (Tonadilla) Pujol n°1403
- ME 7239 Ricercare Pujol n°1409
- ME 8081 Tyrolienne (Tirolesa) Pujol n°1417b

Bearbeitungen Alter Musik
- Hispanae Citharae Ars Viva. Antologia de música selecta para guitarra transcrita de la tabulatura antigua por Emilio Pujol. (deutscher Untertitel: Eine Sammlung ausgewählter Gitarrenmusik aus alten Tabulaturen, bearbeitet von Emilio Pujol.) (spanisch, französisch, englisch und deutsch) Schott, Mainz 1956 (= Gitarrenarchiv. Band 176), ISMN M-001-09612-6.

Bearbeitungen neuerer Musik
- Heitor Villa-Lobos: A Canoa Virou (1958), Transkription für zwei Gitarren
- Heitor Villa-Lobos: Terezinha de Jesus (1958), Transkription für zwei Gitarren

## Bekannte Schüler
- Miguel Ablóniz (1917–2001, Italien)
- Emilia Corral (Spanien): Dritte Ehefrau von Andrés Segovia
- Manuel Cubedo (1939–2011, Katalonien/Spanien)
- Dimitris Fampas (1921–1996, Griechenland)
- Hector García (* 1930, Kuba und USA)
- Javier Hinojosa (* 1933, Mexiko)
- Isaac Nicola (1916–1997, Kuba): Kubanische Gitarrenschule
- Alberto Ponce (1935–2019, Spanien)
- Hopkinson Smith (* 1946, USA): Lautenist
- Pieter van der Staak (1930–2007, Niederlande)
- Luise Walker (1910–1998, Österreich): Wiener Gitarrenschule